# Unidad periférica de Islas
Islas (en griego Περιφερειακή ενότητα Νήσων) es una unidad periférica de Grecia. Forma parte de la periferia de Ática y cubre las islas Sarónicas, una pequeña parte del Peloponeso y Citera y sus islas e islotes adyacentes.

## División
La unidad periférica de Islas se creó en 2011 como división de la antigua prefectura de El Pireo, como parte de las reformas del plan Calícrates. Se subdivide en 8 municipios (en paréntesis el número de referencia del mapa):
- Egina (3)
- Angistri (2)
- Hidra (13)
- Citera (6)
- Poros (9)
- Salamina (10)
- Spetses (11)
- Trizinia (12)